# 2-Butyn
2-Butyn, but-2-yn, C
4H
6 – organiczny związek chemiczny z grupy węglowodorów nienasyconych z szeregu homologicznego alkinów. Jeden z dwóch izomerów butynu – drugim jest 1-butyn.
W warunkach normalnych jest lotną, łatwopalną i drażniącą cieczą. Wiązanie potrójne czyni go bardzo reaktywnym. Ulega reakcji addycji z fluorowcami.
2-Butyn otrzymuje się w reakcji propynu z jodkiem metylu:
C
3H
4 + CH
3I → C
4H
6 + HI